# Светкавицата
 Тази статия е за супергероя.  За сериала от 2014 г. вижте Светкавицата (сериал, 2014).  
Светкавицата (на английски: The Flash) е името, споделяно от няколко супергероя на ДиСи Комикс. Създаден е от писателя Гарнър Фокс и художника Хари Лампърт и оригиналната Светкавица се появява за пръв път във Flash Comics бр. 1 през месец януари 1940 г.
Наричан „Червения бързак“, Светкавицата притежава „супер бързина“, която включва способността да бяга и да се движи изключително бързо, да използва свръхчовешки рефлекси и да престъпва законите на физиката. Дотук четири различни персонажа, всеки от които е получил по някакъв начин „супер бързината“, са приели самоличността на Светкавицата: Джей Гарик (1940-), Бари Алън (1966-1986), Уоли Уест (1986-2006, 2007-) и Барт Алън (2006-2007).